# جائزة إيطاليا الكبرى 1974
جائزة إيطاليا الكبرى 1974 هو سباق فورمولا 1 أقيم بتاريخ 8 سبتمبر 1974 في حلبة مونزا، إيطاليا. كان الثالث عشر من أصل 15 في بطولة العالم لسباقات الفورمولا واحد موسم 1974. فاز السويدي روني بيترسون بهذا السباق.